# Kojima Takashi
Takashi Kojima (sinh ngày 4 tháng 8 năm 1973) là một cầu thủ bóng đá người Nhật Bản.

## Sự nghiệp câu lạc bộ
Takashi Kojima đã từng chơi cho Kashiwa Reysol và Vissel Kobe.